# Johannes Schuyler, Jr.
Johannes Schuyler, Jr. (Albany, 1º ottobre 1697 – Albany, 5 novembre 1741) è stato un imprenditore e politico statunitense.

## Biografia
Era uno dei quattro figli nati da Johannes Schuyler, e di sua moglie, Elizabeth Staats. Suo padre fu nominato decimo sindaco di Albany (1703-1706), e successivamente come membro dell'assemblea provinciale. Sua madre era vedova quando sposò suo padre e aveva già avuto 11 figli con il suo primo marito, Johannes Wendell His older brother was Philip Johannes Schuyler (1695–1745), who was killed during the French and Indian raid on Saratoga in 1745..
Il nonno materno di Schuyler era Abraham Staats. I suoi nonni paterni erano Philip Pieterse Schuyler, proprietario terriero di origini olandesi, e Margarita Van Slichtenhorst.

## Carriera
Nel 1733 fu commissario a Oswego. Nel 1739 suo padre lo introdusse negli affari di famiglia. Fu eletto Assessore al Primo Rione (1738-1739) e Commissioners of Indian Affairs per 8 anni.
Nel settembre 1740, Schuyler fu nominato e servì come sindaco di Albany, New York.

## Matrimonio
Il 18 ottobre 1723, Schuyler sposò Cornelia Van Cortlandt (1698–1762), figlia di Stephanus Van Cortlandt. Ebbero dieci figli ma solo cinque raggiunsero l'età adulta:
- Geertruy "Gertrude" Schuyler (1724–1813), sposò in prime nozze Pieter P. Schuyler e in seconde nozze John Cochran[7];
- Johannes Schuyler (1725–1746)[7];
- Stephanus Schuyler (1727-?)[7];
- Stephanus Schuyler (1729-?)[7];
- Philip Schuyler (1731-?)[7];
- Philip Schuyler (1733–1804), sposò Catherine Van Rensselaer[12];
- Cortlandt Schuyler (1735–1820)[7];
- Stephanus Schuyler (1737-?), che sposò Helen Ten Eyck[7];
- Elizabeth Schuyler (1738-?)[7];
- Oliver Schuyler (1741-?)[7].

## Morte
Schuyler morì il 5 novembre 1741 ad Albany, lasciando l'intera proprietà alla sua vedova fintanto che non si risposò.